# Baltic League 2018
La Baltic League 2018 è la 4ª edizione dell'omonimo torneo di football americano.
Ha avuto inizio l'8 settembre.

## Squadre partecipanti
| Club                | Città   | Stadio | Sponsor ufficiale | Risultato nella stagione 2016 |
| ------------------- | ------- | ------ | ----------------- | ----------------------------- |
| Estonia             | Tallinn |        |                   |                               |
| Kaunas Dukes        | Kaunas  |        |                   |                               |
| Riga Lions          | Riga    |        |                   |                               |
| Vilnius Iron Wolves | Vilnius |        |                   |                               |

## Stagione regolare

### 1ª giornata
| 8 settembre 2018 | Estonia | 40 – 12 | Riga Lions |  |

| 9 settembre 2018 | Vilnius Iron Wolves | 6 – 20 | Kaunas Dukes |  |

### 2ª giornata
| 23 settembre 2018 | Riga Lions | 76 – 0 | Kaunas Dukes |  |

### 3ª giornata
| 29 settembre 2018 | Estonia | 24 – 0 (a tavolino) | Kaunas Dukes |  |

| 30 settembre 2018 | Riga Lions | 44 – 14 | Vilnius Iron Wolves |  |

### 4ª giornata
| 6 ottobre 2018 | Vilnius Iron Wolves | 24 – 36 | Estonia |  |

### Classifica
La classifica della regular season è la seguente:
- PCT = percentuale di vittorie, G = partite giocate, V = partite vinte, P = partite perse, PF = punti fatti, PS = punti subiti

| Pos. | Squadra             | PCT   | G | V | P | PF  | PS  |
| ---- | ------------------- | ----- | - | - | - | --- | --- |
| 1    | Estonia             | 1.000 | 3 | 3 | 0 | 100 | 36  |
| 2    | Riga Lions          | .667  | 3 | 2 | 1 | 132 | 54  |
| 3    | Vilnius Iron Wolves | .333  | 3 | 1 | 2 | 86  | 80  |
| 4    | Kaunas Dukes        | .000  | 3 | 0 | 3 | 0   | 148 |

## Finali

### Finale 3º - 4º posto
| 28 ottobre 2018 | Vilnius Iron Wolves | 27 – 18 | Kaunas Dukes |  |

### Baltic Bowl IV
| Vilkija 28 ottobre 2018, ore 12:00 | Estonia | 20 – 28 | Riga Lions | Vilkija High School |

## Verdetti
- Riga Lions Campioni Baltic League 2018